# Lymantria lutea
Lymantria lutea este o specie de molii din genul Lymantria, familia Lymantriidae, descrisă de Jean Baptiste Boisduval 1847 Conform Catalogue of Life specia Lymantria lutea nu are subspecii cunoscute.